# Pujol de Planès
Pujol de Planès es una entidad de población española del municipio de Montmajor, perteneciente a la provincia de Barcelona, en la comunidad autónoma de Cataluña.

## Historia
Hacia mediados del siglo XIX, el lugar, por entonces con ayuntamiento propio, tenía contabilizada una población de 93 habitantes. Aparece descrito en el decimotercer volumen del Diccionario geográfico-estadístico-histórico de España y sus posesiones de Ultramar de Pascual Madoz con las siguientes palabras:

PUJOL DE PLANES: l. con ayunt. en la prov., aud. terr., c. g. de Barcelona (14 leg.), part. jud. de Berga (2), dióc. de Solsona. sit. parte en llano y parte en terreno montuoso, con buena ventilacion y clima frio, pero sano. Tiene 8 casas deiseminadas y algunas barracas; una igl. parr. (San Estéban) de la que es aneja la de Sta. Maria de Aguilar, servida por un cura de ingreso, de provision real. El térm. confina con Querol, Puigreig, Valldeperas y Aguilar.El terreno es en su mayor parte montuoso, con bastante bosque arbolado de pinos y encinas; le fertilizan la riera de Navel y le cruzan varios caminos locales. prod.: centeno, avena, maiz, legumbres y patatas; cria ganado cabrío y caza menor. pobl.: 9 vec., 93 alm. cap. prod.: 878,000. imp.: 21,930.
(Madoz, 1849, p. 298)

El municipio desapareció de cara al censo de 1857, al incorporarse al de Viver. En la actualidad, pertenece al municipio de Montmajor. En 2024, la entidad singular de población de Pujol de Planès tenía empadronados 38 habitantes, todos ellos en diseminado.